# Patriziato Sabino
Il Patriziato Sabino fu una istituzione sociale privilegiata della Sabina. Costituito ufficialmente nel 1800, ebbe un ruolo politico fino alla caduta dello Stato Pontificio.

## Nascita del Patriziato
Nello Stato Pontificio la nobiltà civica esercitava le primarie magistrature; le più importanti famiglie, i cui componenti si erano elevati socialmente ed economicamente attraverso gli studi, ricoprivano le maggiori cariche pubbliche: ma in Sabina questo non avveniva. Le famiglie migliori si trasferivano a Roma ove era più facile avere importanti incarichi e onorificenze.

Per rimediare a questa situazione, nell'anno 1795 fu effettuata una speciale supplica a Pio VI per illustrare il problema ed il malcontento di molte antiche famiglie sabine che, pur avendo conseguito una solida posizione economica, culturale e sociale, erano escluse dall'amministrazione della cosa pubblica perché, sin dall'antichità, appannaggio della vecchia nobiltà.

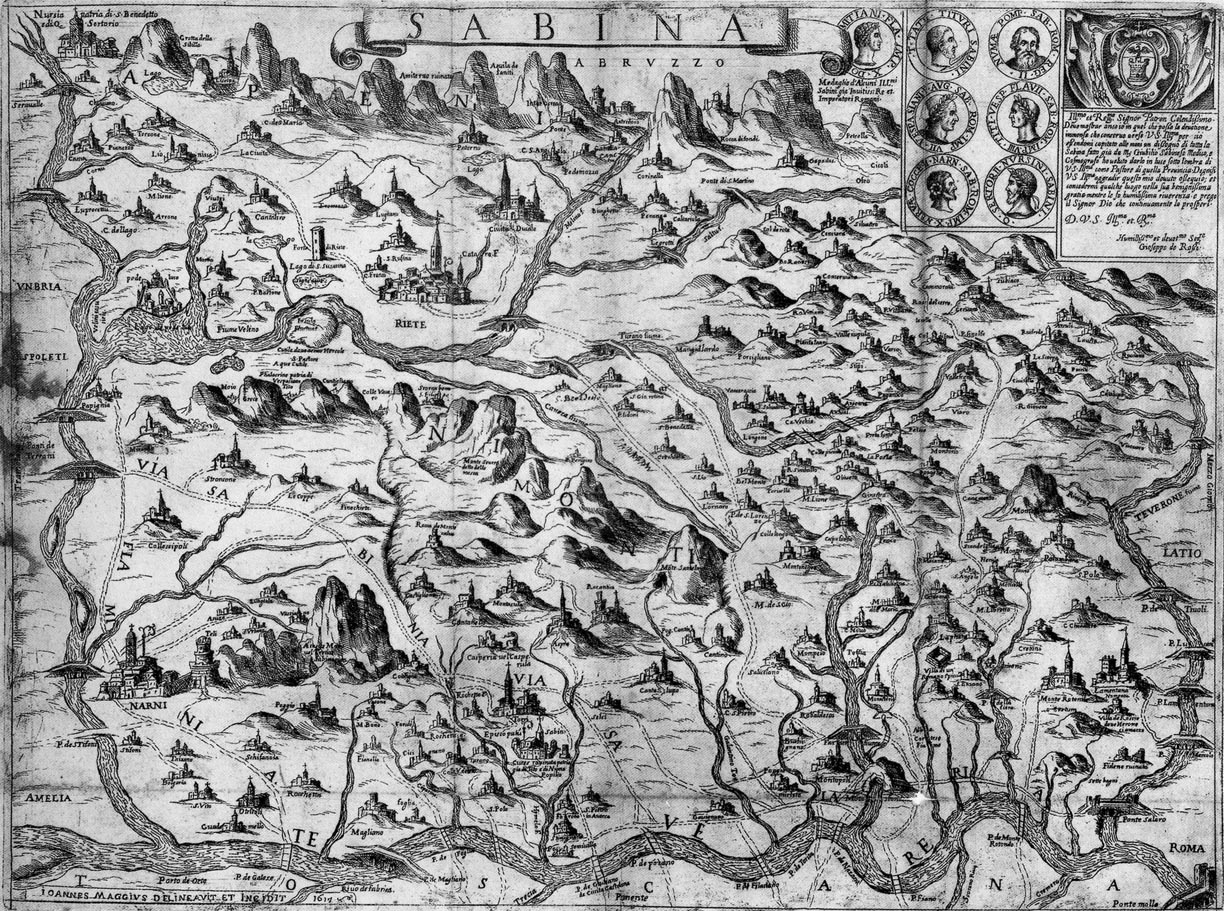
Mappa della Sabina del Giubilio 1617

La supplica proponeva di trattenere sul territorio le più cospicue famiglie sabine con l'istituzione di una speciale onorificenza: il "Patriziato". Questa richiesta venne effettuata da un intraprendente prelato ben esperto delle cose della Curia romana, Monsignor Giovanni Battista Nardi di Aspra (oggi Casperia), in forma anonima. Il bonario Pio VI accolse con favore l'iniziativa che avrebbe indotto i primari sabini a rimanere nei loro paesi.
Per esaminare la proposta fu istituita una Commissione di quattro membri composta dal cardinale vescovo di Sabina Giovanni Archinto, dal governatore della regione monsignor Giulio Cesare Ginnasi, da Monsignor Stanislao Sanseverino, prelato della Sacra Consulta e da Monsignor Carlo Vallemani, prelato del "Buon Governo". Il 23 aprile 1796 la Commissione pose termine ai suoi lavori con un'ampia relazione che sarà poi utilizzata per la pubblicazione ufficiale del "Motu Proprio" di Pio VII. Quando tutto era stato approntato per la stesura definitiva, il ciclone napoleonico si estese a tutto lo Stato Pontificio e il Papa, esule a Valenza nel Delfinato, morì nel 1799. Il nuovo Papa, Pio VII, Barnaba Chiaramonti, volle confermare quanto già ben cominciato dal suo predecessore e, dopo cinque mesi dal suo rientro a Roma, con il nuovo Presidente della Commissione, il cardinale Giannandrea Archetti, succeduto al cardinale Archinto morto a Milano nel 1799, emetteva il 6 dicembre 1800 "a decoro della terra di sabina" il "Motu Proprio" di istituzione del Patriziato Sabino.

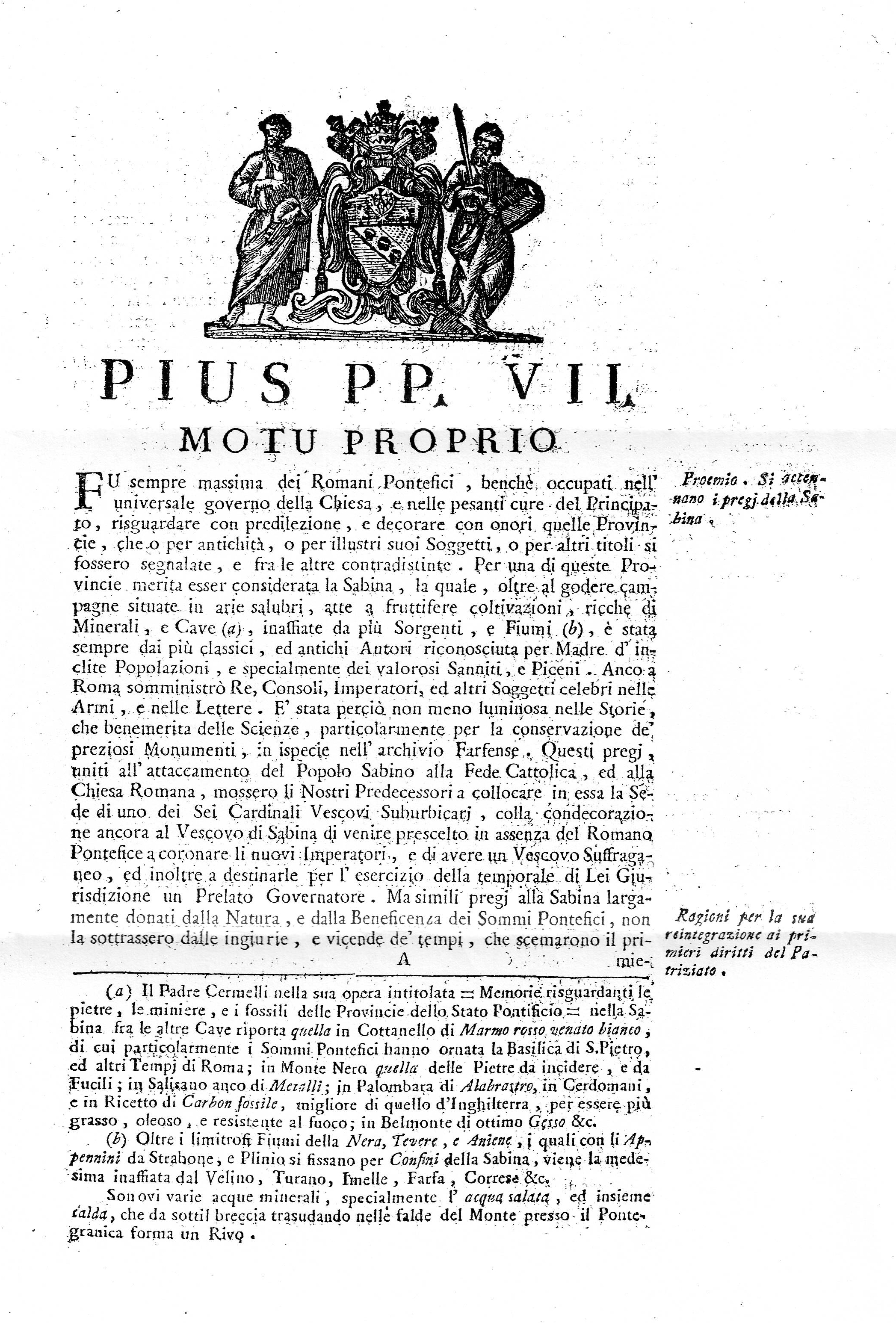
Motu Proprio di Pio VII del 6 dicembre 1800

Fu deciso di conferire l'onore nobiliare di "Patrizio Sabino" a coloro che avendo una certa rendita (500 scudi annui) e una casa signorile in sabina, si fossero distinti nell'amministrazione della cosa pubblica con avvedutezza ed abnegazione. Viene indicato che "l'intera provincia Sabina, comprese le annesse Abbazie di Farfa e di S. Salvatore Maggiore, sempre reputata, e doversi reputare per una sola Città nonostante l'esistenza di alcuni luoghi Baronali".
Questo "patriziato" era ereditario e la formula usata fu quella della "reintegrazione" e perciò del riconoscimento di una già esistente nobiltà di almeno cento anni. Per iniziare il cardinale Archetti nominò i primi dodici "patrizi" che costituirono la prima "congregazione". Subito dopo avvennero altre nomine con il rilascio di una particolare e attestazione a firma del segretario Monsignor Giovanni Battista Nardi. Questi costituisce anche una "Compagnia dei Garanti" per il governo dell'istituzione. I "Patrizi Sabini" avevano il privilegio di usare lo stemma della Sabina costituito da tre gruppi di anelli e le quattro lettere S.P.Q.S. e godevano di alcuni privilegi di toga e di spada.
Per ottenere una fonte di finanziamento, il patriziato sabino si propose come rappresentante della regione e, in questa veste, chiese, ottenendola, una forte riduzione dell'estimo fondiario con la facoltà di percepire una percentuale sulla riduzione. Ottenne anche il privilegio di amministrare i "Beni Camerali" e una quota sulla vendita del sale. Queste entrate risultarono di buona consistenza e si pose il problema di come metterle a frutto. Si pensò che il migliore investimento fosse l'istruzione della gioventù sabina. In Roma era necessario cercare una degna sede per gli studi e la si trovò in via delle Muratte, presso il Corso, in un grande palazzo vanvitelliano che apparteneva ai monaci Cistercensi di Santa Croce in Gerusalemme. Questo immobile non venne comprato, ma si concordò un trasferimento di proprietà de facto attraverso un "affitto perpetuo" con gravame di 1900 scudi ogni anno; questo importo sarebbe stato facilmente reperito dallo sfruttamento dello stabile.

## Feudo di Cantalupo
Per dare maggiore lustro al "Patriziato", si pensò, poi, di ottenere un feudo principesco nella regione. Capitò che casa Lante desiderasse vendere il feudo di Cantalupo perché scarsamente redditizio. Fu concordato che questa proprietà passasse al Patriziato Sabino con tutte le sue prerogative e il pagamento avvenne con la cessione di una vigna suburbana in Roma chiamata "L'Antoniana" già di proprietà del cardinale spagnolo Despuig e con una quota a rimborso differito per un totale di 40.000 scudi. La compravendita fu stipulata il 2 aprile 1804 dal notaio Salvatori della Camera Apostolica e fu "dichiarata" al Papa nell'udienza generale del 25 giugno 1804 ed approvata e confermata con chirografo pontificio dell'8 luglio dello stesso anno. Negli anni successivi alcune critiche a queste attività finanziarie indussero però il cardinale Pacca a far firmare, nel 1809, al Papa lo scioglimento della "congregazione" ma il palazzo, nel frattempo, risulta intestato al segretario Giovanni. B. Nardi e neanche i francesi occupanti possono espropriarlo. Il feudo di Cantalupo, invece, passa al demanio francese che ne assegna la rendita al nuovo "Imperiale Ordine dei tre toson d'oro".
Quando cadde Napoleone, si ripristinarono le antiche istituzioni dello Stato Pontificio, ma il Patriziato si trova impigliato in alcune controversie. Il principe Lante reclama il saldo sul feudo di Cantalupo e questo passa, dopo alterne vicende giudiziarie, in proprietà ai signori Capelletti e Simonetti, quindi ai Rem Picci, ai De Podenas ed in ultimo al barone Camuccini, i cui discendenti ancora lo detengono. Il Patriziato, da parte sua, nell'anno 1817 rinuncia ai diritti e pesi feudali e alla giurisdizione su Cantalupo, ritenendo il titolo nobiliare di "principe di Cantalupo".
Il "Patriziato", riottenuto il palazzo romano, si dedica alla istruzione dei giovani sabini che trovano alloggio nella sede di via delle Muratte. Ogni anno segna un aumento del numero degli studenti e delle discipline. Ad insegnare sono chiamati i padri Gesuiti. Alla caduta dello Stato Pontificio, la fondazione sabina viene dichiarata "ente morale" e viene rimossa ogni pretesa economica della congregazione del "Patriziato" e l'amministrazione dei beni è affidata ad una commissione straordinaria. Il grande palazzo sarà poi espropriato nel 1914 e demolito. Sulle sue ceneri sorgerà l'imponente sede della Banca Commerciale Italiana.

## Elenco dei Patrizi Sabini
Un ultimo definitivo elenco degli investiti del "Patriziato Sabino" sarà redatto in seguito alla risoluzione presa nella Congregazione Generale dei patrizi riunitisi il giorno 18 giugno 1874 sotto la presidenza del cardinale Luigi Billio vescovo di Sabina. Un'ampia storia del Patriziato Sabino con un cenno biografico per ogni famiglia è stata curata da Oliviero Savini Nicci, Presidente Onorario del Consiglio di Stato. Si tratta di un'opera molto ben documentata di circa 2300 pagine depositata presso la Biblioteca Vaticana, la Biblioteca Nazionale Vittorio Emanuele di Roma e presso la Biblioteca Paroniana del Comune di Rieti.
Si fa seguire l'elenco definitivo delle famiglie decorate del "Patriziato Sabino", che sono le seguenti: Albani, Altemps, Altieri, Alvisini, Americi, Amici, Amati, Anasetti, Andretti Luccichenti, Angeli, Antonelli, Archetti, Arezzo, Ascenti, Balugani, Barberini Sciarra, Bartoll, Bartolucci, Basilici, Battaglia, Belloni Cavalletti, Berardi, Bompiani, Bonaccorsi, Borgia Pichini, Borghese, Boschi, Braschi Onesti, Brigante Colonna, Brivio, Bruschi, Buccolotti, Bulgarini, Camuccini, Cappelletti, Carpegna, Castellani Brancaleoni, Catani, Cenci Bolognetti, Cesarini Sforza, Cherubini, Chigi, Cicalotti, Colangeli, Contestabile, Corradini, Corsini, Cristaldi, De Angelis, Del Bufalo (Mons.), Del Cinque, De Gregorio, Despuig, Duranti Valentini, Ercolani, Fabi, Falsacappa, Farsarelli, Ferretti, Fidanza, Filippi, Foscolo, Franzosi, Frosini, Galleffi, Galli, Gambari, Gentili, Genuini, Ginnasi, Girolami, Guglielmi, Lacchini, Lante, Lattanzi, Leoni, Leonori, Liberati, Litta, Lolli, Luchi, Luzzago, Mancini, Manfredi, Manni, Manzoni, Marchetti, Marcotulli, Marini Clarelli, Mariotti Solimani, Massimo, Mondragone Grillo, Napolioni, Nardi, Naro Patrizi, Negroni, Nunez, Odescalchi, Olgiati, Orfini, Orsini Cavalieri, Orsolini, Palica, Pallotta, Palmieri, Pandolfi, Perfetti, Pescetelli, Piacentini Rinaldi, Picchi, Provenzani, Reali, Rem-Picci, Ricci, Riganti, Rinaldi, Rosati, Rossetti, Rusconi, Ruspoli, Sanseverino, Sassi, Scalzi Galletti, Serafini, Simonetti, Sperandio, Strozzi, Tassoni, Tiberi, Tosi, Turiozzi, Valenti, Vallemani, Vannicelli Casoni, Vecchiarelli, Venarubea, Vergani, Vincenti Mareri, Vincentini.
Riconosciute dalla Consulta araldica del Regno negli elenchi ufficiali, tuttora esistono le famiglie: Mariotti Solimani, Rem Picci, Tosi, Marini Clarelli, Pescetelli e Salustri Galli.

### Fonti documentarie
- Motu Proprio di S. S. Pio VII, 6 dic. 1800.
- Archivio sul Castello di Cantalupo, presso barone Camuccini, Cantalupo in Sabina.